# Окна Муреш (Алба)
Окна Муреш (рум. Ocna Mureş) насеље је у Румунији у округу Алба у општини Окна Муреш. Oпштина се налази на надморској висини од 254 m.

## Становништво
Према подацима из 2002. године у насељу је живело 10270 становника.

### Попис2002.
| Расподела становништва по националности 2002.‍ | Расподела становништва по националности 2002.‍ | Расподела становништва по националности 2002.‍ | Расподела становништва по националности 2002.‍ | Расподела становништва по националности 2002.‍ |
| --------------------------------------------- | --------------------------------------------- | --------------------------------------------- | --------------------------------------------- | --------------------------------------------- |
|                                               |                                               |                                               |                                               |                                               |
| Румуни                                        | Румуни                                        |                                               | 8.670                                         | 84,5%                                         |
| Мађари                                        | Мађари                                        |                                               | 1.262                                         | 12,3%                                         |
| Роми                                          | Роми                                          |                                               | 313                                           | 3,1%                                          |
| Немци                                         | Немци                                         |                                               | 15                                            | 0,1%                                          |